# Heinrich Wagner
Heinrich Wagner (ur. 1912, zm. ?) – zbrodniarz hitlerowski, członek załogi niemieckiego obozu koncentracyjnego Mauthausen-Gusen i SS-Unterscharführer.
Członek SS od 1 listopada 1934 i NSDAP od 1938. Do Waffen-SS należał od 1 listopada 1940 i w tym samym dniu rozpoczął służbę w kompleksie obozowym Mauthausen. Początkowo był strażnikiem w podobozie Gusen, gdzie pozostał do kwietnia 1943. Od kwietnia do listopada 1943 pełnił służbę wartowniczą w podobozie Wiener-Neudorf. Następnie przeniesiono go do podobozu Dippolsau, skąd w kwietniu 1944 przydzielony został do służby w podobozie Ebensee. Wagner był tu strażnikiem odpowiedzialnym za psy strażnicze do kwietnia 1945. Ze szczególnym okrucieństwem znęcał się nad więźniami pracującymi w obozowych kamieniołomach, szczując ich psem i bijąc kijem. W jednym przypadku skończyło się to śmiercią więźnia narodowości żydowskiej.
W procesie załogi Mauthausen-Gusen (US vs. Hans Giovanazzi i inni) skazany został na dożywotnie pozbawienie wolności.